# Campeonato de Bielorrusia de Ciclismo en Ruta

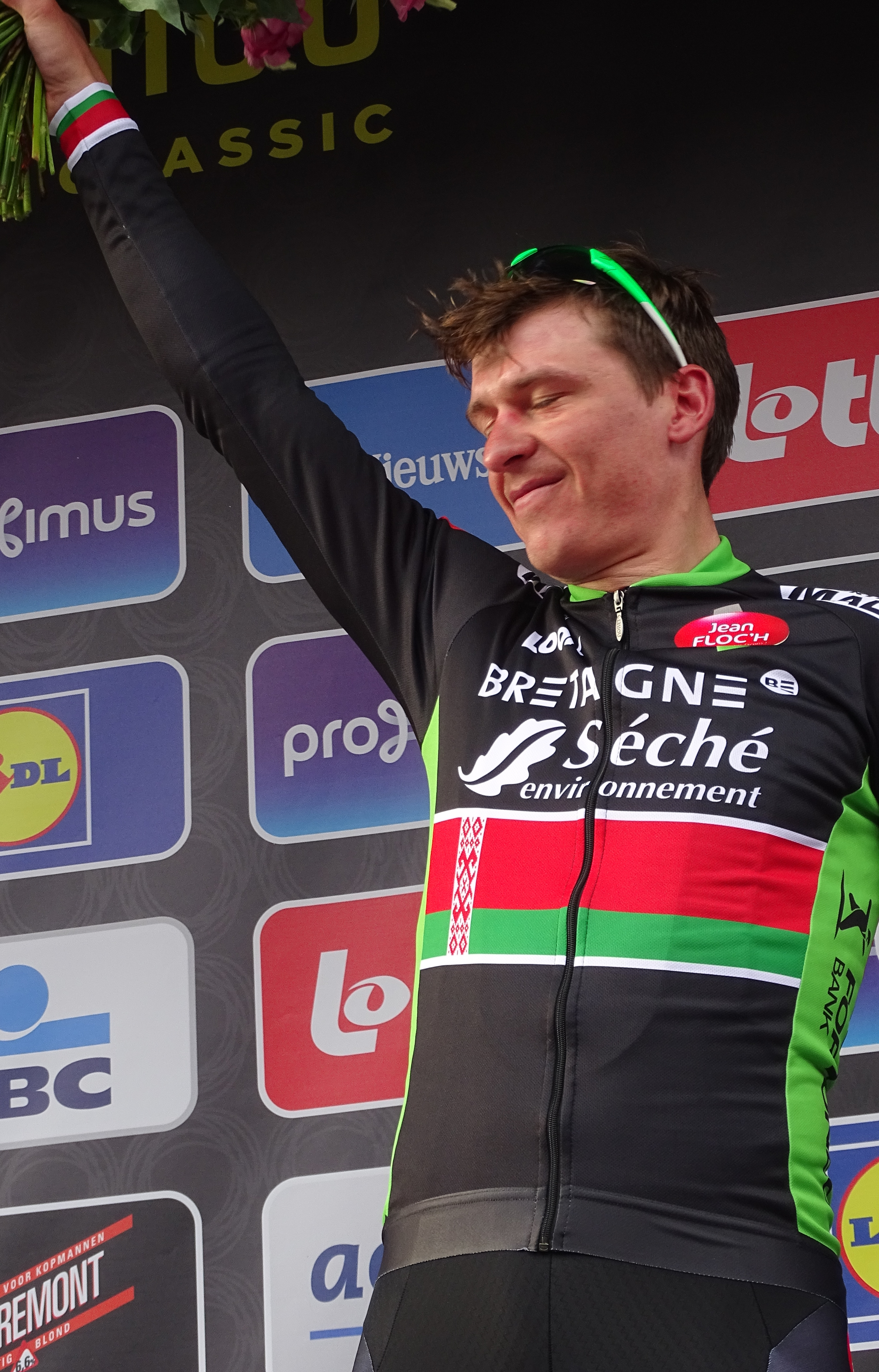
Yauheni Hutarovich campeón de Bielorrusia en cuatro ocasiones.

Los Campeonatos de Bielorrusia de Ciclismo en Ruta se organizan anualmente desde el año 1996 para determinar el campeón ciclista de Bielorrusia de cada año. El título se otorga al vencedor de una única carrera. El vencedor obtiene el derecho a portar un maillot con los colores de la bandera bielorrusa hasta el Campeonato de Bielorrusia del año siguiente.
Yauhen Sobal con siete campeonatos es el máximo vencedor de la competición.

## Palmarés
| Año  | Ganador              | Segundo              | Tercero               |
| 1996 | Viatcheslav Guerman  | Oleg Bondarik        | Pavel Kavetzky        |
| 1997 | Sergej Borodoulin    | Alexander Charapov   | Andrej Borodoulin     |
| 1998 | Alexander Charapov   | Alexandre Usov       | Alexander Kozlov      |
| 1999 | Yauheni Seniushkin   | Evgeni Golovanov     | Sergei Borodoulin     |
| 2000 | Alexandre Kozlov     | Aleksandr Kuschynski | Dimitri Aulasenko     |
| 2001 | Yauhen Sobal         | Aleksei Levdanski    | Alexandre Kozlov      |
| 2002 | Alexandre Usov       | Alexandre Kozlov     | Kanstantsín Siutsou   |
| 2003 | Yauhen Sobal         | Kanstantsín Siutsou  | Yauheni Hutarovich    |
| 2004 | Yauhen Sobal         | Vladimir Autka       | Vasil Kiryienka       |
| 2005 | Aleksandr Kuschynski | Anatole Chaburka     | Vladimir Autko        |
| 2006 | Kanstantsín Siutsou  | Aleksandr Kuschynski | Anatole Chaburka      |
| 2007 | Branislau Samoilau   | Aleksandr Kuschynski | Yauheni Hutarovich    |
| 2008 | Yauheni Hutarovich   | Aleksandr Kuschynski | Alexandre Usov        |
| 2009 | Yauheni Hutarovich   | Aleksandr Kuschynski | Aliaksandr Sinelnikau |
| 2010 | Aleksandr Kuschynski | Yauheni Sobal        | Konstantin Klimiankou |
| 2011 | Aleksandr Kuschynski | Kanstantsín Siutsou  | Branislau Samoilau    |
| 2012 | Yauheni Hutarovich   | Siarhei Papok        | Aleksandr Kuschynski  |
| 2013 | Andrei Krasilnikau   | Siarhei Papok        | Ihar Mytsko           |
| 2014 | Yauheni Hutarovich   | Branislau Samoilau   | Aleksandr Kuschynski  |
| 2015 | Andrei Krasilnikau   | Dzmitry Zhyhunou     | Aleksandr Ryabushenko |
| 2016 | Kanstantsín Siutsou  | Nikolai Shumov       | Branislau Samoilau    |
| 2017 | Nikolai Shumov       | Anton Ivashkin       | Alexandr Riabushenko  |
| 2018 | Stanislau Bazhkou    | Siarhei Papok        | Branislau Samoilau    |
| 2019 | Yauhen Sobal         | Anton Ivashkin       | Vasili Strokau        |
| 2020 | Yauhen Sobal         | Alexandr Riabushenko | Yauheni Karaliok      |
| 2021 | Stanislau Bazhkou    | Mark Grinkevich      | Yauhen Sobal          |
| 2022 | Alexandr Piasetski   | Yauheni Karaliok     | Yauhen Sobal          |
| 2023 | Yauhen Sobal         | Yauheni Karaliok     | Ilya Baydikov         |
| 2024 | Yauhen Sobal         | Vasili Strokau       | Yahor Shpakouski      |
| 2025 | Yauheni Karaliok     | Siarhei Shauchenka   | Dzianis Mazur         |